# Strokî, Teofipol
Strokî (în ucraineană Строки) este un sat în comuna Lidîhivka din raionul Teofipol, regiunea Hmelnîțkîi, Ucraina.

## Demografie
Componența lingvistică a localității Strokî
     Ucraineană (99,49%)
     Alte limbi (0,51%)
Conform recensământului din 2001, majoritatea populației localității Strokî era vorbitoare de ucraineană (99,49%), existând în minoritate și vorbitori de alte limbi.